# Trigonotis compressa
Trigonotis compressa är en strävbladig växtart som beskrevs av Ivan Murray Johnston. Trigonotis compressa ingår i släktet Trigonotis och familjen strävbladiga växter. Inga underarter finns listade i Catalogue of Life.